# Чудеса на продажу
«Чудеса на продажу» (англ. Miracles for Sale) — американский мистический фильм режиссёра Тода Броунинга, его последняя работа в области кино. Экранизация романа «Смерть от цилиндра» писателя Клэйтона Роусона.
Премьера состоялась 10 августа 1939 года в Нью-Йорке.

## Сюжет
Конец 1930-х годов. Нью-Йоркский фокусник Майкл Морган (известный как «Удивительный Морган») разоблачает мошеннических фокусников и экстрасенсов, охотящихся на ничего не подозревающих людей. Когда демонолога доктора Саббата находят убитым при таинственных обстоятельствах, Майк помогает полицейским в розыске подозреваемых, среди которых Тауро и Дэйв Дювалло — два фокусника, которых в последний раз видели с Саббатом; мистер Эл и миссис Зельма Ла Клэр, демонстрирующие телепатические трюки; экстрасенс мадам Раппорт; и молодая леди Джуди Баркли, находящаяся в Нью-Йорке, чтобы помешать мадам Раппорт претендовать на приз в размере 25 000 долларов, предложенный местной ассоциацией экстрасенсов.

## Роли исполняют
- Роберт Янг — Майкл Морган
- Флоренс Райс — Джуди Баркли
- Фрэнк Крэвен — отец Моргана
- Генри Халл — Дэйв Дювалло
- Ли Боуман — мистер Эл Ла Клэр
- Клифф Кларк — полицейский инспектор Марти Гэвиган
- Астрид Эллвин — миссис Зельма Ла Клэр
- Уолтер Кингсфорд — полковник Гербет Уотрус
- Фредерик Уорлок — доктор Цезарь Саббат
- Глория Холден — мадам Раппорт